# Kirsten Fencker
Kirsten „Kiista“ L. Fencker (* 3. September 1979) ist eine grönländische Politikerin (Naleraq).

## Leben
Kirsten Fencker schloss 2005 eine Ausbildung als Büroassistentin ab. Von 2007 bis 2014 war arbeitete sie im Berufsbildungszentrum Piareersarfik, davon in den späteren Jahren als Leiterin. 2013 und 2015 erhielt sie weitere Abschlüsse im Bereich Wirtschaftsmanagement. Von 2014 bis 2016 arbeitete sie als Projektkoordinatorin und kommissarische Abteilungsleiterin im Finanzministerium. Von 2016 bis 2020 war sie Leiterin der staatlichen Gesundheitsvorsorgeorganisation Paarisa. Von 2020 bis 2021 war sie Abteilungsleiterin im Sekretariat der Verfassungskommission. Ohne je für ein politisches Amt kandidiert zu haben, wurde sie im April 2021 zur Gesundheitsministerin im Kabinett Egede I ernannt. Als die Naleraq im April 2022 aus der Regierung ausschied, verlor Kirsten Fencker auch ihren Ministerposten. Im November 2022 kandidierte sie erstmals für ein politisches Amt. Bei der Folketingswahl 2022 konnte sie aber nur 101 Stimmen auf sich vereinen, somit sie die wenigsten Stimmen aller 15 Kandidaten erhielt.
Kirsten Fencker ist seit 2007 mit dem Musiker Nino Fencker verheiratet und hat mit ihm drei Töchter.